# Bundesheer (1. Republik)
Das Bundesheer war von 1920 bis 1934 die Streitmacht der (Ersten) Republik Österreich und anschließend bis 1938 das Heer des Österreichischen Ständestaates.

## Geschichte
Fast gleichzeitig mit dem Zusammenbruch der Armee der Habsburgermonarchie am Ende des Ersten Weltkrieges 1918 entstanden die Streitkräfte der Nachfolgestaaten – zumeist unter Rückgriff auf Personal und Material der österreich-ungarischen Armee, den man in der neuen Republik Deutschösterreich aber soweit möglich vermeiden wollte. Die junge Republik bedurfte zu ihrem Schutz auch eines republikanisch-demokratisch gesinnten Heeres, um sich bei Bedarf gegen Reaktion und monarchische Restauration verteidigen zu können. Ebenso stellten kommunistische Umsturzversuche eine reale Bedrohung dar, nachdem in Ungarn von März bis August 1919 eine kurzlebige Räterepublik unter Führung von Béla Kun bestanden hatte. Es galt nicht nur die Grenzen nach außen zu verteidigen, sondern auch ganz besonders die neue Staatsform der Republik und ihre demokratischen Einrichtungen im Inneren.
Dazu waren jedoch die ehemals auf den Kaiser vereidigten Kader der Habsburger-Armee denkbar schlecht geeignet, zumal sich nicht wenige auch nach dem verlorenen Krieg noch immer auf Kaiser und Monarchie vereidigt fühlten, da Kaiser Karl die Offiziere nicht von ihrem geleisteten Eid entband, sondern lediglich die Ablegung eines Gelöbnisses auf die Republik gestattete. Dennoch gelang es Staatssekretär Julius Deutsch eine Restauration der Habsburger zu verhindern, obwohl das Offizierskorps des neuen Heeres zweifelsfrei massive monarchistische Sympathien hegte.

### Die Volkswehr 1918–1920
Schon Anfang November 1918 – also noch vor der Ausrufung der Republik – wurden in Deutsch-Österreich bereits die „Vorläufigen Richtlinien für die Aufstellung der Volkswehr“ herausgegeben. Diese waren in erster Linie durch Julius Deutsch (SPÖ) und seinen Mitarbeitern bereits in der Nacht zum 3. November 1918 erarbeitet worden. Die Pläne für die neue Volkswehr mussten rascher zur Verfügung stehen als die Planungen der konservativen Kräfte für eine Aufstellung des neuen Heeres aus Kadern der ehemaligen k.u.k. Armee. Andernfalls hätten diese kaum eine Chance auf Realisierung gehabt, da die Zeitfrage bei der Republikgründung einer der ganz wesentlichen und entscheidenden Faktoren war.
Die neue Republik „Deutschösterreich“ musste schließlich nicht nur politisch, sondern auch militärisch imstande sein, etwaigen Restaurationsversuchen der Habsburger und der Monarchisten insgesamt standhalten zu können. Dazu kam noch die Bedrohung durch die Kommunisten und der Kampf um die Südgrenze des neuen Staates – es ging hierbei nicht nur um die Kärntner Landesgrenze, sondern zunächst primär um den Grenzverlauf des Gesamtstaates Deutsch-Österreich. Auch die innere Ausgestaltung der neuen Republik stand zur Debatte, wurde heftig diskutiert und sogar versucht, sie mit Waffengewalt lösen, wie die Ereignisse vom 12. November 1918 und die beiden Kommunistenputsche von 1919 zeigen. Denkbar wären nämlich auch eine Räterepublik oder ein nichtrepublikanischer eher faschistischer Bundesstaat gewesen.
Eine besondere Schwierigkeit in diesem Zusammenhang war, dass man mit der republikanischen Staatsform keinerlei praktische Erfahrung hatte, also nicht abschätzen konnte, ob und wie sich diese bei der Bewältigung der zahlreich anstehenden Fragen, wie etwa der Aushandlung des Friedensvertrages, bewähren würde. Schließlich gab es kaum Konsens darüber und die Siegermächte hatten – wie bekannt – noch dazu naheliegenderweise ihrer eigenen Vorstellungen. Dazu kam noch, dass ein etwaiger Anspruch auf das Burgenland oder Teile desselben höchstwahrscheinlich erkämpft werden musste. De facto war demnach noch lange keine stabilen Friedensverhältnisse in Sicht. Einig war man sich einzig darin, dass die junge Republik dringend eines Heeres bedurfte. Wie dieses aussehen sollte, blieb allerdings geraume Zeit eine innenpolitisch heftig umstrittene Frage. Bedenkt man noch die nicht auszuschließenden Restaurationsversuche der Habsburger, dann standen die Zeichen für den neuen Staat extrem schlecht, die Ausgangslage war genau genommen katastrophal.

### Entstehung und Leistung der Volkswehr
Julius Deutsch, der Gründer der Volkswehr, die aus einer bereits existierenden Geheimorganisation in der k.u.k-Armee hervorgegangen war, hatte als Artillerieoffizier am Ersten Weltkrieg an verschiedenen Kriegsschauplätzen teilgenommen. Bei Kriegsende war er im Kriegsministerium in Wien tätig. Am 6. Februar 1919 beschloss die Provisorische Nationalversammlung „Deutsch-Österreichs“ auf der Grundlage des lange diskutierten Entwurfes vom 12. November 1918 ein provisorisches Wehrgesetz, das die allgemeine Wehrpflicht in der „Volkswehr“ vom 18. bis zum 41. Lebensjahr vorsah. In der Regierung des Staatskanzlers Karl Renner übernahm Deutsch nach den Wahlen vom 16. Februar 1919 das Staatsamt für Heerwesen. Sein Vorgänger war bis zu diesem Zeitpunkt der deutschnationale Josef Mayer gewesen.

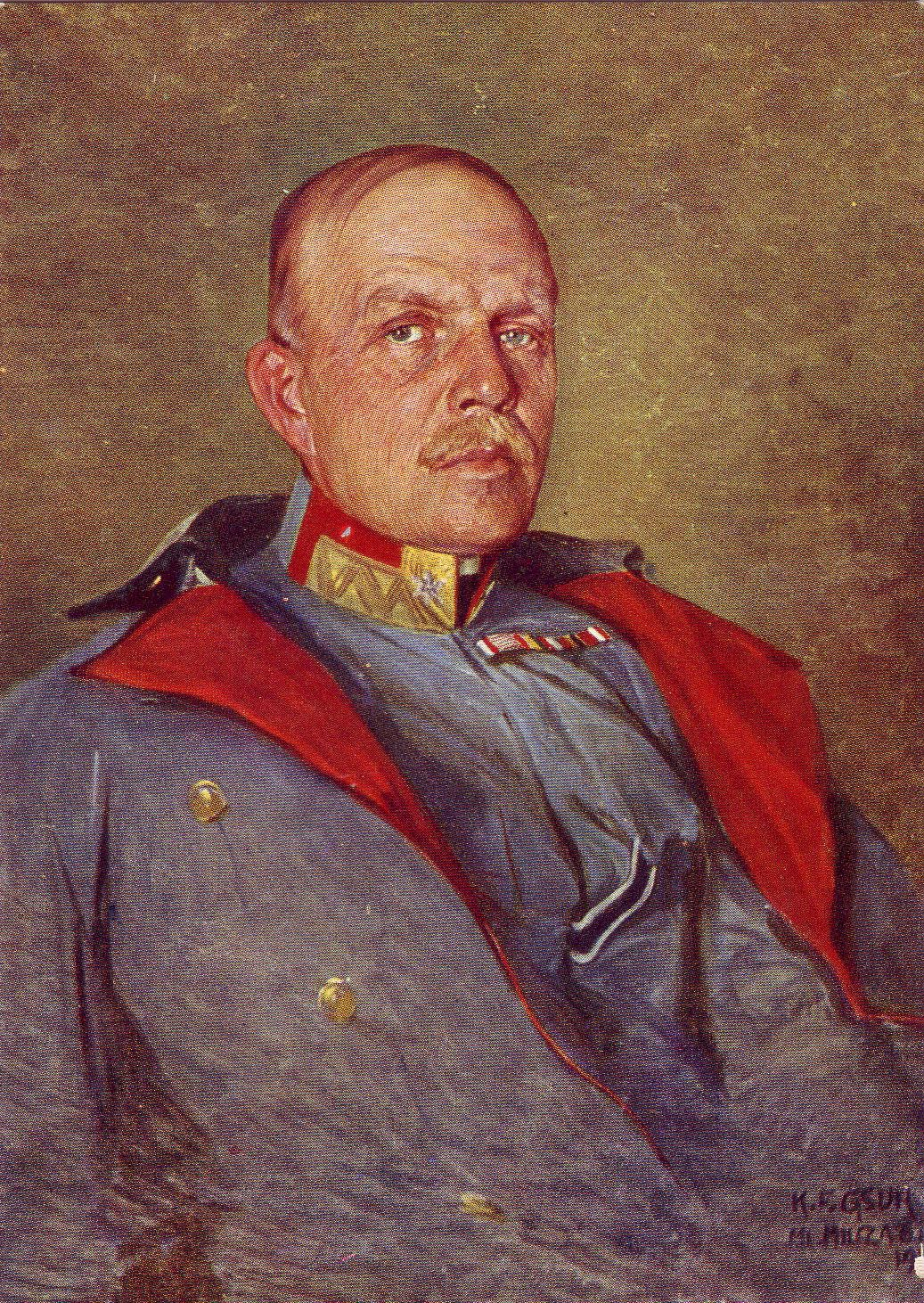
Adolf von Boog im Range eines Generalmajors

Zum Oberbefehlshaber der Volkswehr war bereits am 8. November 1918 Feldmarschallleutnant Adolf von Boog, ein bei der Truppe nicht sonderlich beliebter Offizier und Divisionskommandant ernannt worden, der als „deutscher Mann, in heißer Liebe für mein deutsches Volk“ sein Gelöbnis ablegte. Seine Ernennung war eine Konzession an die eher monarchistisch gesinnten Teile des Offizierskorps der Volkswehr, während damals noch die Mannschaften überwiegend republikanisch eingestellt waren. Die militärische Kommandogewalt in diesem neuen Heer war jedoch durch die Bestellung von Soldatenräten beträchtlich eingeschränkt (z. B. Mitsprache bei Beförderungen etc.).
Diese Soldatenräte bildeten darüber hinaus keine politisch homogene Gruppe, wie das Beispiel von Hauptmann Josef Leopold, des späteren Gauleiters von Niederösterreich, zeigt. Er war wie viele andere in die Volkswehr eingetreten, da er hier auch als Nichtmaturant einen Offiziersdienstgrad erreichen konnte, nämlich den in der Volkswehr neugeschaffenen Rang des „Volkswehrleutnants“. Als solcher wurde er auch zum Offizierssoldatenrat im Volkswehr-Bataillon des 9. Wiener Gemeindebezirks gewählt.
Trotz starker Vorbehalte im Kreis der ehemaligen kaiserlichen Offiziere stellte sich eine Reihe von höheren Kommandanten für den Heeresaufbau zur Verfügung, so die mit dem Maria-Theresienorden ausgezeichneten Obersten Haas und Wächter. Auch Oberst Theodor Körner, vormals Generalstabschef der Isonzoarmee und später sozialdemokratischer Bundespräsident, stieß zu ihnen, wie auch Major Alexander Eifler, der sich später als Stabschef des Republikanischen Schutzbundes einen Namen machte. Ebenso war Erwin von Lahousen, im Zweiten Weltkrieg ein führender Angehöriger des militärischen Widerstandes gegen Adolf Hitler, als Zugskommandant der Depotwachen Kaiserebersdorf und Korneuburg Angehöriger der Volkswehr. Julius Deutsch gelang es dennoch weitgehend, einerseits „die Kader der alten Habsburger Armee […] nicht zum organisatorischen Grundstock der neuen republikanischen Wehrmacht“ (Deutsch) werden zu lassen, andererseits aber radikale Entwicklungen aufzufangen. So wurde die von Räte- bzw. Linkssozialisten, dann Kommunisten wie Josef Frey geführte „Rote Garde“ in das Volkswehrbataillon 41 übernommen und damit in das entstehende Heer der Ersten Republik integriert.
1919 wurde das fast nur aus Infanterie gebildete Übergangsheer bei der Niederschlagung kommunistischer Putschversuche am Gründonnerstag und am 15. Juni, sowie im Kärntner Abwehrkampf eingesetzt, womit die Volkswehr dem jungen Staat Deutsch-Österreich das Schicksal einer kommunistischen Räterepublik ersparte. Im Kärntner Abwehrkampf unterstützte vor allem die Wiener Volkswehr-Artillerie und das Tiroler Freiwilligen-Bataillon „Hauptmann von Dragoni“ 1919 Kärnten massiv. Die Hauptlast trug allerdings die Kärntner Volkswehr unter ihrem Landesbefehlshaber Oberstleutnant Ludwig Hülgerth selbst.
Stärkste Teilorganisation war die Wiener Volkswehr, da damals die Bundesländer Wien und Niederösterreich noch eine politische Einheit bildeten. Folgerichtig war die Wiener Volkswehr in die Befehlsbereiche Wien Stadt und Wien Land, auch Wien Provinz genannt, gegliedert. Die Volkswehr war durchgehend auf Landesebene organisiert, wobei der größte Verband das Infanterie-Bataillon sein sollte. Dadurch hätte man sie bei einem Anschluss an die Weimarer Republik problemlos und rasch in die deutsche Reichswehr eingliedern können. Aus demselben Grund trug auch noch das Bundesheer der Ersten Republik Uniformen, die unübersehbar dem deutschen Vorbild angeglichen waren.
Als am 10. September 1919 der Friedensvertrag von Saint-Germain unterzeichnet wurde, war das provisorische Wehrgesetz durch dessen militärische Bestimmungen obsolet geworden und die Volkswehr musste zu einem Berufsheer, dem nunmehrigen „Bundesheer“ umgewandelt werden. Der Teil V des Vertrages enthielt die „Bestimmungen über Land-, See- und Luftstreitkräfte“. Darin wurden schwere Waffen und die Unterhaltung von Luftstreitkräften, die allgemeine Wehrpflicht sowie die Bildung eines Generalstabes verboten, die Truppenstärke auf maximal 30.000 Mann (davon maximal 1.500 Offiziere und 2.000 Unteroffiziere) festgesetzt, und zahlreiche Einzelheiten, wie etwa die Dauer der Dienstzeit, festgelegt.

### Das Bundesheer in der Demokratie 1920–1933

#### Das neue Wehrgesetz und die Aufgaben des Bundesheeres

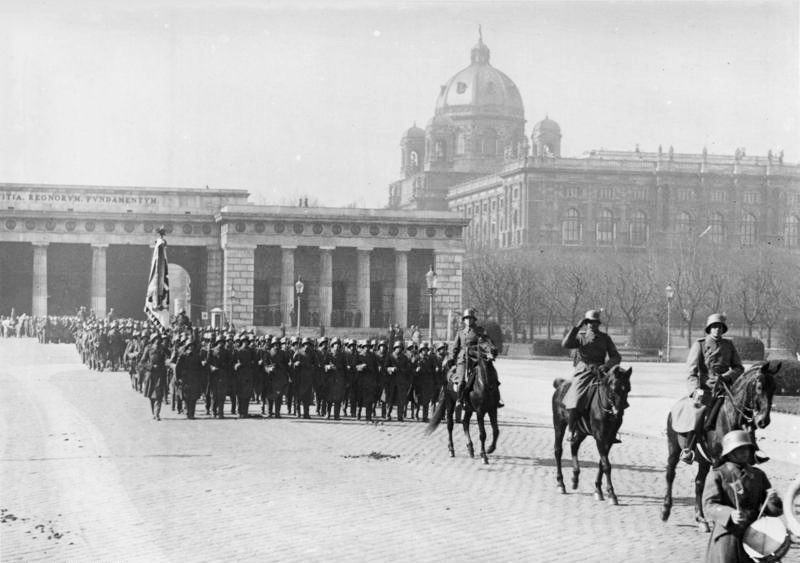
Parade des Bundesheeres auf dem Heldenplatz in Wien (1930)

Das neue Wehrgesetz vom 18. März 1920 musste den Vertragsbestimmungen (z. B. § 1: „Das Heer wird durch Anwerbung gebildet“.) Rechnung tragen.
Der erlaubte Höchststand wurde allerdings aus finanziellen Gründen während der gesamten Ersten Republik nur selten erreicht. Zumeist lag er zwischen 21.000 und 25.000 Mann. Die Dienstzeit der Mannschaften dauerte je sechs Jahre im Präsenz- und Reservestand.
Innenpolitisch aber trug das Wehrgesetz „den Stempel eines Kompromisses zwischen der Sozialdemokratie und den bürgerlichen Parteien, wobei allerdings die Sozialdemokraten glaubten, sowohl durch die Institution der Soldatenräte als in ihrer starken Anhängerschaft unter den Soldaten, das Übergewicht zu besitzen“.
Das Bundesheer unterstand dem Bundesministerium für Heerwesen (BMfHW) und hatte folgende Zwecke:
- Schutz der verfassungsmäßigen Einrichtungen der Republik sowie Aufrechterhaltung der Ordnung und Sicherheit im Inneren,
- Hilfeleistung bei Elementarereignissen und Unglücksfällen außergewöhnlichen Umfangs und
- Schutz der Grenzen der Republik

#### Die erste Bewährungsprobe: Burgenland
Die erste Bewährungsprobe für das noch junge Bundesheer stellte die Landnahme des Burgenlandes dar, die sich im Jahre 1921 vollzog. Im Vertrag von Trianon wurde die Abtrennung der deutschsprachigen Gebiete Ungarns an Österreich bestimmt. Der Versuch, den Vertrag durch den Einmarsch österreichischer Gendarmerie am 28. August umzusetzen, wurde durch ungarische Freischärler verhindert. Die Heeresleitung sah sich daher gezwungen, ab 29. August immer mehr Einheiten des Bundesheeres an die niederösterreichische und steirische Grenze zu verlegen. Ein erstes schweres Gefecht mit den ungarischen paramilitärischen Verbänden gab es am 5. September in Kirchschlag in der Buckligen Welt, als das dort eingesetzte II. Bataillon des Infanterie-Regimentes 5 unter dem Verlust von 7 Toten und 15 Verwundeten das Eindringen der ungarischen Kräfte auf österreichisches Hoheitsgebiet verhinderte.
Ungarn fügte sich erst mit dem Protokoll von Venedig am 13. Oktober 1921 seinem Schicksal und leistete bei der endgültigen Landnahme, die nun durch das Bundesheer durchgeführt wurde, keinen Widerstand mehr. So vollzog sich die Besetzung des Nordteiles des neuen Bundeslandes in der Zeit vom 13. bis 17. November durch die 3., 4. und 6. Brigade mit insgesamt 17 Bataillonen und acht Batterien ohne Blutvergießen. Nach dem Abschluss dieser Operation verlegten die 3. und 4. Brigade in den Süden von Niederösterreich und der Steiermark und vollzogen mit der an der steirischen Grenze stehenden 5. Brigade die Besetzung des südlichen Landesteiles des Burgenlandes.

#### Die weitere Entwicklung des Bundesheeres in der 1. Republik

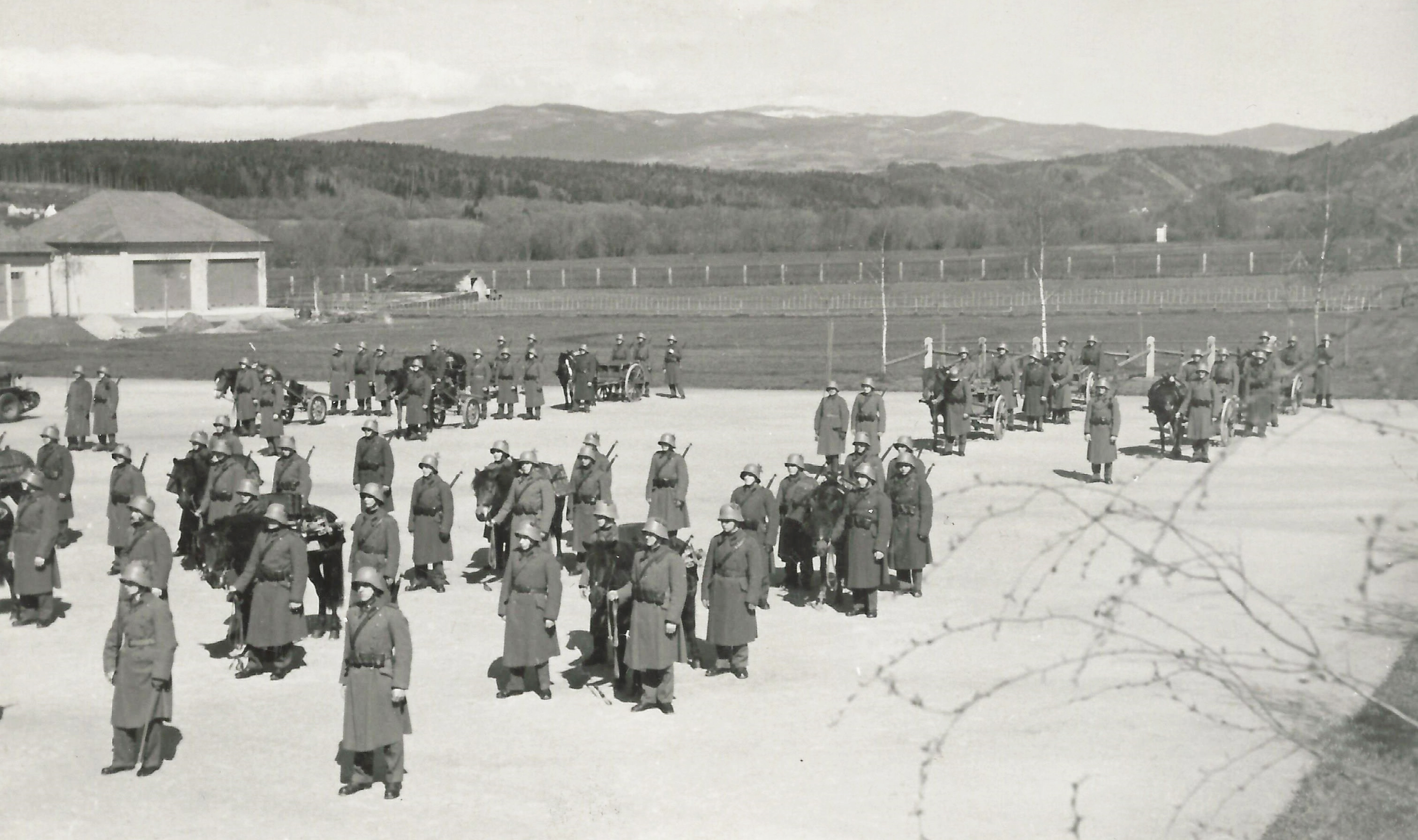
Feldjägerbataillon 2 in der Jäger-Kaserne Pinkafeld

Um den Mannschaftsstand des Bundesheeres zu sichern, waren aus den Bundesländern folgende Kontingente zu werben:
- Wien 9000 Mann
- Niederösterreich 6500 Mann
- Oberösterreich 4000 Mann
- Steiermark 4000 Mann
- Tirol 1700 Mann
- Kärnten 1700 Mann
- Burgenland 1500 Mann
- Salzburg 1000 Mann
- Vorarlberg 600 Mann

Das Bundesheer diente jedoch vor allem als innenpolitisches Machtmittel.
Aus der republikanisch-sozialdemokratisch gesinnten Volkswehr hervorgegangen, waren Mannschaften und Unteroffiziere sowie Teile des Offizierskorps der Sozialdemokratie nahestehend. Diese stellte auch fast ausschließlich die Vertrauensleute, welche rechtlich eine starke Position im Heer hatten und auch dafür sorgten, dass Soldaten nach ihrem Ausscheiden aus dem Heer oft sofort zum Republikanischen Schutzbund stießen. Die wehrpolitische Entwicklung dieser Jahre war durch das Bestreben der bürgerlichen Parteien gekennzeichnet, den starken Einfluss der Sozialdemokratie im Bundesheer zurückzudrängen. Der sozialdemokratische „Militärverband“, in dem die Mehrheit der Mannschaften organisiert war, trat nun ein bürgerlicher „Wehrbund“ entgegen. Dieser konnte bei den Vertrauensmännerwahlen zwar nur langsam an Stimmen gewinnen, doch im Laufe der Jahre wendete sich das Blatt.

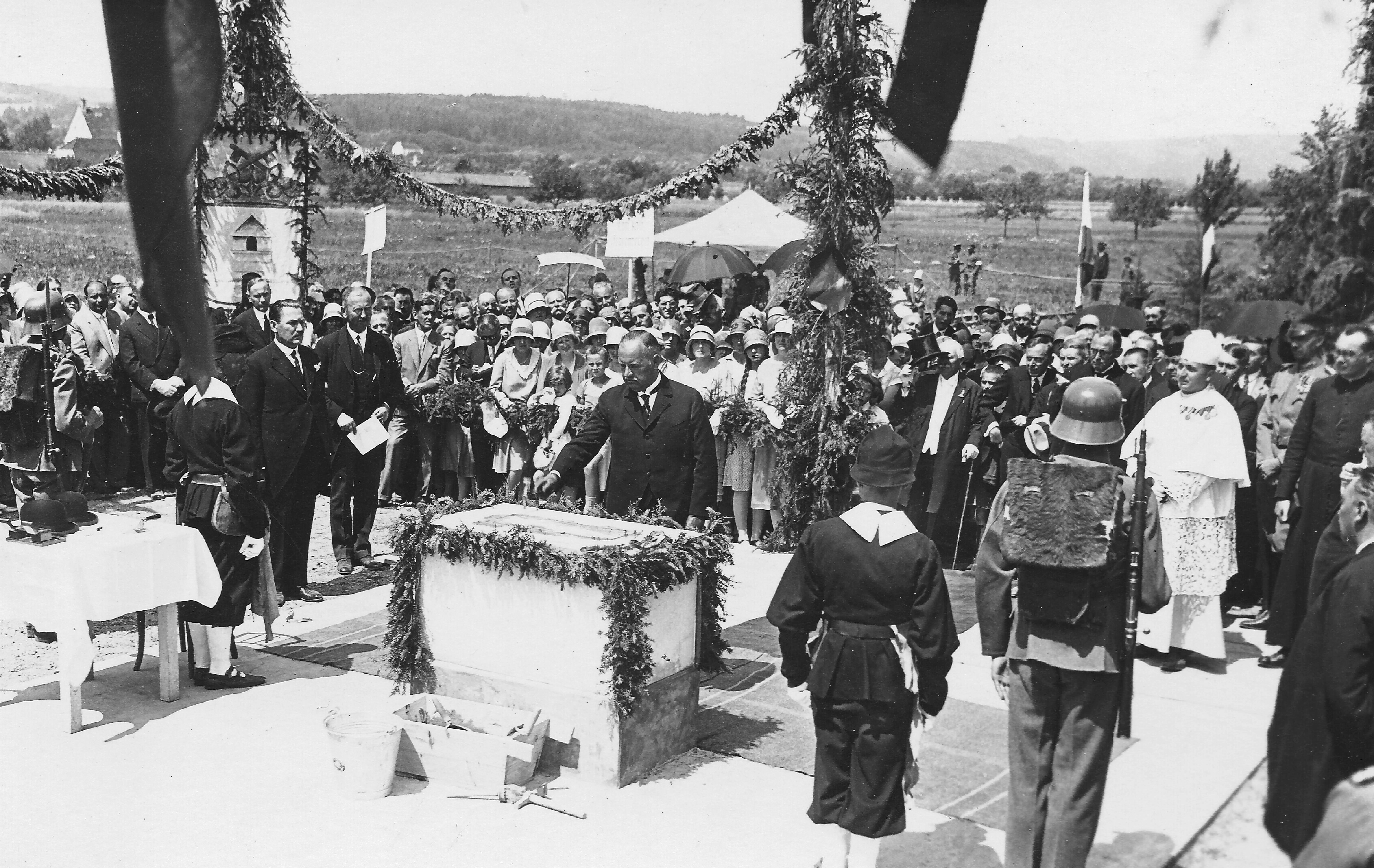
Carl Vaugoin bei der Grundsteinlegung der Jäger-Kaserne in Pinkafeld am 21. Juli 1929

1921 wurde erstmals der christlichsoziale Nationalratsabgeordnete Carl Vaugoin Heeresminister, der schließlich von Mai 1922 bis September 1933 dieses Amt ununterbrochen innehatte. Seine Bestrebungen zur „Entpolitisierung“ des Heeres führten de facto zu dessen „Umpolitisierung“.
Im Übrigen war der Heeresaufbau durch die Folgen der Genfer Sanierung materiell sehr gefährdet. Radikale Abbauwellen trafen vor allem die jüngeren Offiziere, die materielle Not behinderte aber auch Ausbildung und Ausrüstung. Heeresinspektor Generalmajor Theodor Körner legte bei seinem Ausscheiden aus dem Dienst im Jahr 1924 eine Denkschrift vor, in der er neben der politischen Kritik an der „Umfärbung“ die finanzielle Aushungerung des Heeres anprangerte: „Was dann zurückbleibt und Bundesheer heißt,“ folgerte er, „ist einzig ein sich für Paraden und Ausrückungen vorbereitender Verein, der […] die Öffentlichkeit über die traurige Wirklichkeit hinwegtäuscht“
Bei der Genfer Abrüstungskonferenz erlangte Österreich im August 1933 die Erlaubnis, ein Militärassistenzkorps mit 6-monatiger Dienstzeit zu schaffen.

### Das Bundesheer im Bürgerkrieg und im Ständestaat 1934–1938

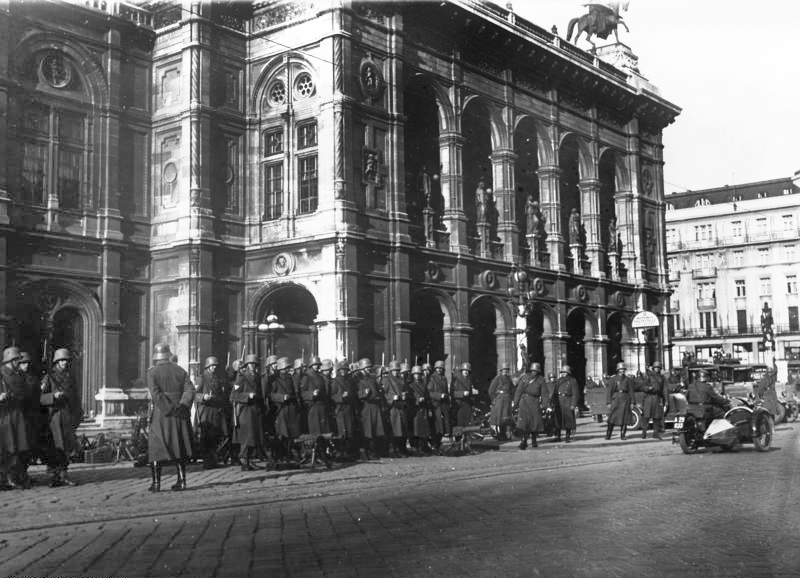
Soldaten des Bundesheeres während des Bürgerkriegs vor der Staatsoper in Wien, Februar 1934

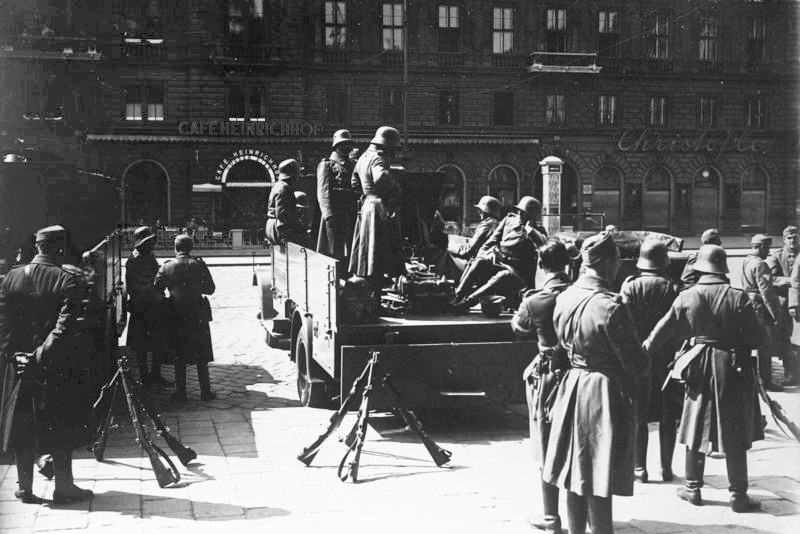
Soldaten des Bundesheeres vor der Staatsoper, das Cafe Heinrich-Hof gegenüber, Februar 1934

Nachdem die austrofaschistische Bundesregierung die Verfassung weitgehend ausgehebelt hatte, erhoben sich im Februar 1934 dagegen im Österreichischen Bürgerkrieg Arbeiterschaft und Sozialdemokratie. Das Bundesheer ging auf Befehl der Regierung gegen die „Aufständischen“ vor, in Wien wurde sogar Artillerie gegen Schutzbundangehörige eingesetzt. Anzumerken ist jedoch, dass die Granaten vor der Verwendung entsprechend manipuliert und so die Zünder unbrauchbar gemacht wurden. Dadurch schlugen sie nur als Vollgeschosse ein, ohne zu explodieren. So wurde der Schaden an den Gebäuden so gering wie möglich gehalten. Dennoch blieb der Einsatz des Bundesheeres unter Anwendung von schweren Waffen lange und tief im kollektiven Gedächtnis Österreichs verankert und bewirkte eine jahrzehntelang andauernde Aversion der österreichischen Sozialdemokratie gegen das Heer. Beim Juliputsch der Nationalsozialisten wurde ebenfalls das Bundesheer eingesetzt. Dabei fielen während der Kämpfe gegen SA und SS 23 Bundesheersoldaten, darunter auch die Kommandanten der eingesetzten Truppen: In Kärnten Major Smolle (bei Wolfsberg), in Oberösterreich Oberstleutnant Charvát (am Pyhrnpass). Von 1934 bis 1936 wurde entgegen dem Vertrag von Saint-Germain, jedoch mit Duldung der westeuropäischen Mächte, zunächst eine Luftwaffe errichtet und in weiterer Folge das Bundesheer auf über 30.000 Mann vergrößert. Feldmarschalleutnant Alfred Jansa war ab 1. Juni 1935 Chef des neu errichteten Generalstabes (Titulierung ab April 1936). Schließlich wurde 1936 die allgemeine Wehrpflicht für Männer im Alter zwischen 18 und 42 Jahren eingeführt, die zunächst einjährige Dienstzeit wurde 1938 auf 18 Monate verlängert.

### Ausschaltung und Übernahme des Bundesheeres in die Wehrmacht 1938
Im Berchtesgadener Abkommen vom 12. Februar 1938 wurde Bundeskanzler Kurt Schuschnigg genötigt, den Nationalsozialisten Arthur Seyß-Inquart zum Innen- und Sicherheitsminister zu ernennen. Gleichzeitig wurde durch Punkt 8 dieses Abkommens dafür gesorgt, dass der für ein selbstständiges Österreich eintretende Generalstabschef Feldmarschallleutnant Alfred Jansa (der zuvor das als „Jansa-Plan“ bekannte Verteidigungskonzept gegen Nazi-Deutschland entwickelt hatte) am 17. Februar pensioniert und durch Generalmajor Franz Böhme ersetzt wurde, der als einziger Angehöriger der österreichischen Generalität Mitglied im illegalen Nationalsozialistischen Soldatenring war. Auch später als Wehrmachtgeneral war er ein fanatischer Nationalsozialist und „der einzige hohe österreichische Befehlshaber, der ein aktiver Förderer des Holocaust war und in seiner Durchführung weiter ging, als es die Befehle […] vorschrieben“.
In der Folge plante Schuschnigg für den 13. März 1938 eine Volksabstimmung über Österreichs Unabhängigkeit abzuhalten. Dieses Vorhaben musste er jedoch auf Druck Hitlers aufgeben, woraufhin Schuschnigg am 11. März zurücktrat. Am selben Tag wurde Seyß-Inquart von Bundespräsident Wilhelm Miklas nach telefonischen Einmarschdrohungen Hermann Görings zum Bundeskanzler bestellt. Göring ließ daraufhin auf Befehl Hitlers ein Telegramm mit der Bitte um die Entsendung reichsdeutscher Truppen aufsetzen, das sich die Reichsregierung dann im Namen des nunmehrigen Bundeskanzlers Seyß-Inquart selbst zusandte. Am nächsten Tag, dem 12. März 1938, marschierten Verbände der deutschen Wehrmacht und der deutschen Polizei, insgesamt 65.000 Mann mit teils schwerer Bewaffnung, in Österreich ein.
Das bereits durch Böhme nationalsozialistisch geführte Bundesheer leistete auf Befehl der nunmehr ebenfalls nationalsozialistisch geführten österreichischen Bundesregierung keinen Widerstand.

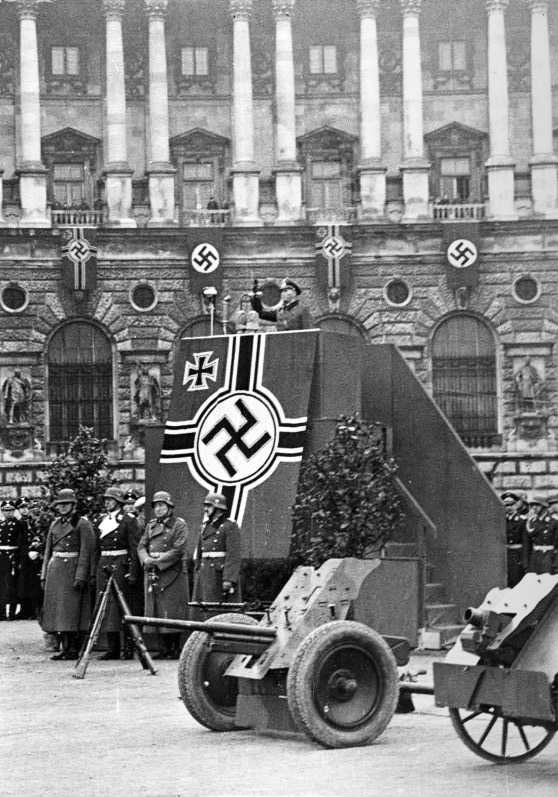
Vereidigung von Rekruten der großdeutschen Wehrmacht durch den deutschen General der Infanterie Werner Kienitz am 9. Dezember 1938 auf dem Heldenplatz in Wien

#### Personelle Eingliederung
Am 15. März begann die personelle Umstellung der Bundesheerführung. Nicht in die Wehrmacht übernommen wurden jene Bundesheerangehörigen, die man nach dem „Anschluss“ aus Gründen „politischer Unzuverlässigkeit“ und/oder wegen ihrer „rassischen“ Herkunft verfolgte. Die übrigen Generäle, Offiziere und Heeresbeamten wurden meist mit ihrem bisherigen Dienstgrad in die Wehrmacht übernommen (Ausnahmen: Feldmarschallleutnante erhielten den Dienstgrad Generalleutnant, Bundesheer-Fähnriche wurden i. d. R. zu Oberfähnrichen des Heeres ernannt). 14 Generäle und 50 Stabsoffiziere wurden entlassen, weitere 70 folgten in den nächsten Wochen. Die Entlassungen gingen bis 1939 weiter.
Insgesamt wurden schließlich 55 Prozent aller Generäle, 40 Prozent der Obersten und etwa 14 Prozent der übrigen Dienstgrade bis hinunter zum Leutnant von der „Übernahme in die Wehrmacht ausgeschlossen“. Nachdem unter den Entlassenen der Staatssekretär General Wilhelm Zehner, der Generaltruppeninspektor, drei der acht Divisionskommandanten, drei Brigadiere, zwölf Regimentskommandanten und der Heeressanitätschef waren, „kann man von einer Amputation der Heeresspitze sprechen“. Der bisherige Staatssekretär, General der Infanterie Zehner, wurde am 11. April 1938 beim Eindringen der Gestapo in seine Wohnung allem Anschein nach ermordet, eine Reihe von Offizieren verloren ihr Leben in den Gefängnissen und Konzentrationslagern der Nationalsozialisten, darunter auch Feldmarschalleutnant Johann Friedländer und Generalmajor Josef Stochmal. Auch Generaltruppeninspektor Schilhawsky und General Luschinsky, der später in der Widerstandsbewegung tätig war, waren zeitweilig in Haft, ebenso eine Reihe niederer Offiziere. Andere, wie der vormalige Generalstabschef Feldmarschalleutnant Jansa oder der Kommandant der 6. Division, Generalmajor Szente, wurden ins „Altreich“ verbannt und unter Polizeiaufsicht gestellt. Damit endete 1938 die Geschichte des ersten österreichischen Bundesheeres.
Für Verwerfungen sorgte auch die Eingliederung der Personalebene unterhalb des Offizierskorps, also der Wehrmänner, Chargen (Gefreiter, Korporal, Zugsführer), zeitverpflichteten Unteroffiziere (Wachtmeister, Stabswachtmeister, tw. auch Offiziersstellvertreter) und Berufsunteroffiziere (Offiziersstellvertreter, Vizeleutnant). Die Chargen und zeitverpflichteten Unteroffiziere wurden unter Anerkennung der bisher geleisteten Dienstzeit dienstgradmäßig eingruppiert: Wehrmänner als Schützen etc. oder Gefreite; Korporale als Gefreite oder Obergefreite, selten als Unteroffiziere; Zugsführer als Obergefreite, selten als Unteroffiziere oder Unterfeldwebel. Die Wachtmeister wurden meist als Unterfeldwebel oder Feldwebel, die Stabswachtmeister als Feldwebel in die Wehrmacht übernommen. Die Offiziersstellvertreter, die als Zeitsoldaten dienten, erhielten den Dienstgrad Oberfeldwebel.
Die vielfache Eingruppierung der Chargen Korporal und Zugsführer in die Mannschaftsränge der Wehrmacht wurde von den Betroffenen häufig als Degradierung empfunden; auch ehemalige Wachtmeister und Stabswachtmeister haderten nicht selten mit ihren neuen, ihrer Meinung nach niederqualifizierten Dienstgraden. In den Verbänden des ehemaligen Bundesheeres führte das Vorgehen zu einem (von deutscher Seite möglicherweise bewusst hingenommenen) Mangel an Unteroffizier-Diensttuern, auch in den oberen Rängen. Die entstandenen Lücken wurden mit Unteroffizieren aller Dienstgrade aus dem „Altreich“ aufgefüllt.
Die Berufsunteroffiziere wurden zum 30. November 1938, i. d. R. unter Beförderung zum Landwehroffizier, pensioniert. Die Maßnahme lag darin begründet, dass die Wehrmacht zwar Berufsoffiziere einstellte, nicht aber Berufsunteroffiziere (sondern nur Unteroffiziere und Mannschaften mit maximal zwölfjähriger Verpflichtungszeit). Während der achteinhalb Monate dauernden Übergangszeit zwischen „Anschluss“ und Entlassung wurden die Berufsunteroffiziere zunächst als Oberfeldwebel eingruppiert. Nach massiven Protesten erlaubte man ihnen aber bald die Weiterführung des Bundesheer-Dienstgrades und stellte Offiziersstellvertreter (sofern Berufsunteroffizier) wie Vizeleutnante mit den Oberfähnrichen gleich (und nicht etwa mit dem neu eingeführten Wehrmachtdienstgrad Stabsfeldwebel!). Da ihre Entlassung ohnehin feststand, durften die Berufsunteroffiziere bis zur Verabschiedung wahlweise die Bundesheer-Uniform weiter anlegen oder die Oberfähnrich-Uniform der Wehrmacht mit den im österreichischen Bundesheer von 1923 bis 1933/34 getragenen Achselklappen.

#### Strukturelle Eingliederung
Die Verbände wurden zwar teilweise geschlossen (s. u.) in die Wehrmacht übernommen, durften aber keinerlei spezifisch österreichische Traditionen weiterführen. Das galt noch mehr für neue Truppenteile, die ihren Mannschaftsstand aus der nunmehrigen Ostmark ergänzten. Österreichisch waren zwar der Wehrkreis XVII (Wien, 44. und 45. Infanterie-Division), der Wehrkreis XVIII (Salzburg, 2. und 3. Gebirgs-Division) sowie die 4. leichte Division des XIX. Armeekorps, befehligt wurden sie aber überwiegend von reichsdeutschen Offizieren, da man das jüngere Offizierskorps und den Offiziersnachwuchs des Bundesheeres fast vollständig auf verschiedenste Truppenteile im „Altreich“ verteilt hatte. Erst als das Regime nach der Schlacht von Stalingrad alle Reserven mobilisieren musste, wollte man mit einer verhaltenen Rückkehr zu österreichischen Traditionen die Österreicher wieder motivieren und stellte daher im Juni 1943 die dort vernichtete und hauptsächlich aus Wienern und Niederösterreichern bestehende 44. Infanterie-Division unter dem Namen „Reichsgrenadierdivision Hoch- und Deutschmeister“ wieder auf.
Die Übernahme des Bundesheeres in die Wehrmacht ist im Wiener Heeresgeschichtlichen Museum dokumentiert. Ausgestellt ist u. a. eine Offiziersfeldbluse M 33, die für den Gebrauch in der deutschen Wehrmacht adaptiert wurde, da es nach der Eingliederung des Bundesheeres in die Wehrmacht deutsche Uniformen nicht in ausreichender Menge gab. So wurden kurzerhand österreichische Uniformen adaptiert.

## Verteidigungsminister und Heeresinspektoren von 1918 bis 1938

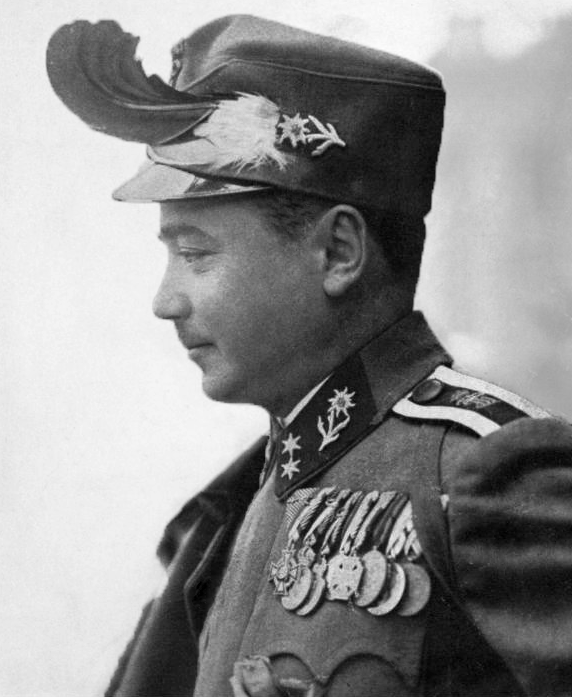
Bundeskanzler und Bundesminister für Heereswesen Engelbert Dollfuß in der Uniform der k.k. Landesschützen (1933)

### Verteidigungsminister der Ersten Republik
Staatssekretäre im Staatsamt für Heereswesen
- 1918: Josef Mayer
- 1919: Julius Deutsch
- 1920: Walter Breisky

Bundesminister für Heereswesen
- 1920: Egon Glanz
- 1921: Walter Breisky
- 1921: Carl Vaugoin
- 1921: Josef Wächter
- 1922: Carl Vaugoin
- 1933: Engelbert Dollfuß
- 1934: Alois Schönburg-Hartenstein
- 1934: Engelbert Dollfuß
- 1934: Ernst Rüdiger Starhemberg
- 1934: Kurt Schuschnigg

Bundesminister für Landesverteidigung
- 1936 Kurt Schuschnigg

### Heeresinspektoren (ab 1937 Generaltruppeninspektoren)
- 1. November 1922 bis 30. Juni 1923: Oberstbrigadier/General Rudolf Vidossich
- 1. Juli 1923 bis 1. Februar 1924: Generalmajor Theodor Körner mit der Führung beauftragt
- 1. März 1924 bis 30. April 1925: Generalmajor/General Ing. Josef Schneider
- 1. Mai 1925 bis 28. Februar 1926: General Thomas Buzek
- 1. März 1926 bis 31. Dezember 1928: General Richard Schilhawsky
- 1. Januar 1929 bis 28. Februar 1930: General/General der Artillerie Ing. Ludwig Eimannsberger
- 1. März 1930 bis 30. September 1932: General der Infanterie Siegmund Knaus
- 1. Oktober 1932 bis 12. März 1938: General der Infanterie Sigismund Schilhawsky

(1937 wurde das Amt des Heeresinspektors in Generaltruppeninspektor umbenannt.)

## Heer

### Gliederung
1920/21 wurden sechs gemischte Brigaden mit 140 bis 198 Offizieren sowie 4.250 bis 5.350 Mann als Kampfverbände verbundener Waffen errichtet – für damalige Verhältnisse eine fortschrittliche Lösung. Jede Brigade sollte zwei Infanterie- oder Alpenjägerregimenter, ein Feldjägerbataillon zu Rad, eine Dragonerschwadron, eine Artillerieabteilung und ein Pionierbataillon umfassen. Dazu kamen die nötigen Stabs- und Fernmeldetruppenteile, sowie entsprechende Versorgungseinheiten, darunter auch je ein Kraftfahrzug.
1926 plante man die Umgliederung in drei Divisionen (1. Niederösterreich und Burgenland, 2. Wien, 3. Oberösterreich, Salzburg, Tirol und Vorarlberg) sowie einer selbständigen Brigade (Steiermark und Kärnten), was jedoch aus personellen, materiellen und finanziellen Gründen scheiterte. Aus finanziellen Gründen wurden maximal nur etwa 80 % der zulässigen Maximalstärke von 30.000 Mann aufgestellt. 1933 wurde ein Garde-Bataillon aufgestellt.
Die Brigaden wurden zum 1. Juni 1935 in Divisionen zu je etwa 12.000 Mann umgewandelt.
Lediglich die Anfang 1935 errichtete 8. Brigade blieb als solche in einer Stärke von 6.769 Mann (Stand März 1938) erhalten.
Aus den Panzer- und Kavallerieverbände der bisherigen Brigaden bildete man die Schnelle Division mit 7.599 Mann (Stand März 1938). Neben Kraftwagen verfügte diese über italienische Tanketten vom Typ L3/33.
Zum 1. Februar 1936 wurde eine 7. Division aufgestellt.
Das Bundesheer hatte im März 1938 eine Präsenzstärke von rund 60.000 Mann und einen Mobilmachungsstand von etwa 127.000 Mann.
Daneben sollten noch acht Miliz-Brigaden mit 18 Regimenter und insgesamt 104 Bataillone Infanterie, sowie eine Miliz-Kavallerie-Schwadron, elf Miliz-Batterien mit 44 alten Geschützen, ein Miliz-Kraftfahrkorps, Luftschutzformationen und Betriebsmilizen für den Schutz von Industrieanlagen mobilisiert werden.
Die Gesamtstärke dieser Frontmiliz genannten Milizen hätte zwar über 100.000 Mann betragen, die Bewaffnung war jedoch hoffnungslos veraltet, Panzerabwehrwaffen existierten nicht, teilweise waren nur für die Hälfte der Milizionäre Gewehre vorhanden. Der Munitionsvorrat betrug weniger als 40 Schuss je Gewehr, außerdem war die Munition nicht mit der des Bundesheeres kompatibel.
Die Infanterie-Regimenter bestanden aus einer Stabskompanie, einer schweren Kompanie und drei Bataillonen mit je vier Kompanien. Feldjäger waren Aufklärer, Kraftfahrjäger waren motorisierte Infanterie. Telegraphen- und Pionierbataillone der Divisionen waren teilmotorisiert.
Die Infanterie-Kanonen-Abteilungen waren motorisierte Panzerjäger, teilweise mit Motor-Karetten ADMK als Zugfahrzeug.
Die leichten Artillerie-Regimenter waren grundsätzlich pferdebespannt (nur Nr. 9 vollmotorisiert) und setzten sich wie folgt zusammen:
- mittleres Artillerie-Bataillon mit zwei Batterien Feldkanonen und einer Batterie leichter Feldhaubitzen
- motorisiertes Artillerie-Bataillon mit drei Batterien leichter Feldhaubitzen (das Salzburger Leichtes Artillerieregiment Nr. 8 hatte stattdessen eine Infanterie-Kanonen-Abteilung)
- Gebirgs-Artillerie-Bataillon (bei einigen Divisionen motorisiert) mit zwei Batterien 7,5-cm-Gebirgsgeschütze und einer Batterie 10-cm-Gebirgshaubitzen

Die folgende Aufstellung gibt die Verbandszuordnung zum Zeitpunkt der Errichtung bzw. Umwandlung zur Division wieder (Veränderungen bis 1938 jeweils am Schluss, Standorte – soweit bekannt – in Klammern):

#### 1. Brigade Burgenland (ab 1935: 1. Division)
Kommandanten:

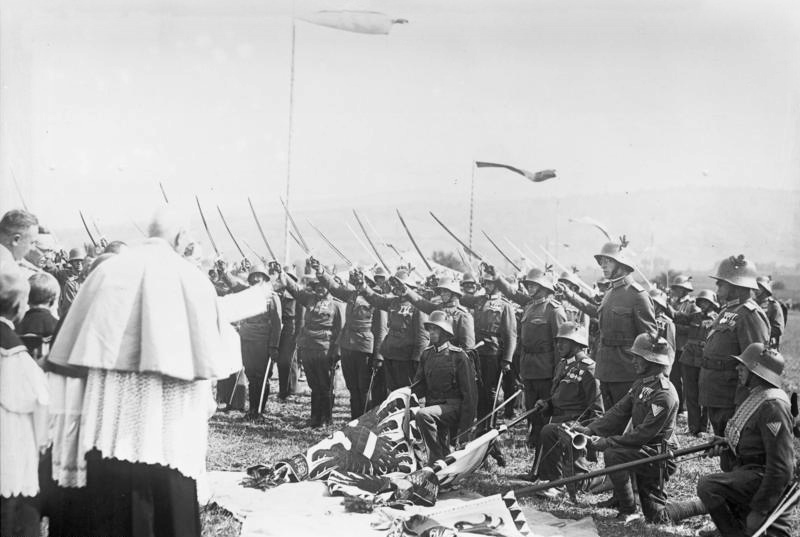
Fahnenweihe der 1. Brigade in Mattersburg im Burgenland, 1931

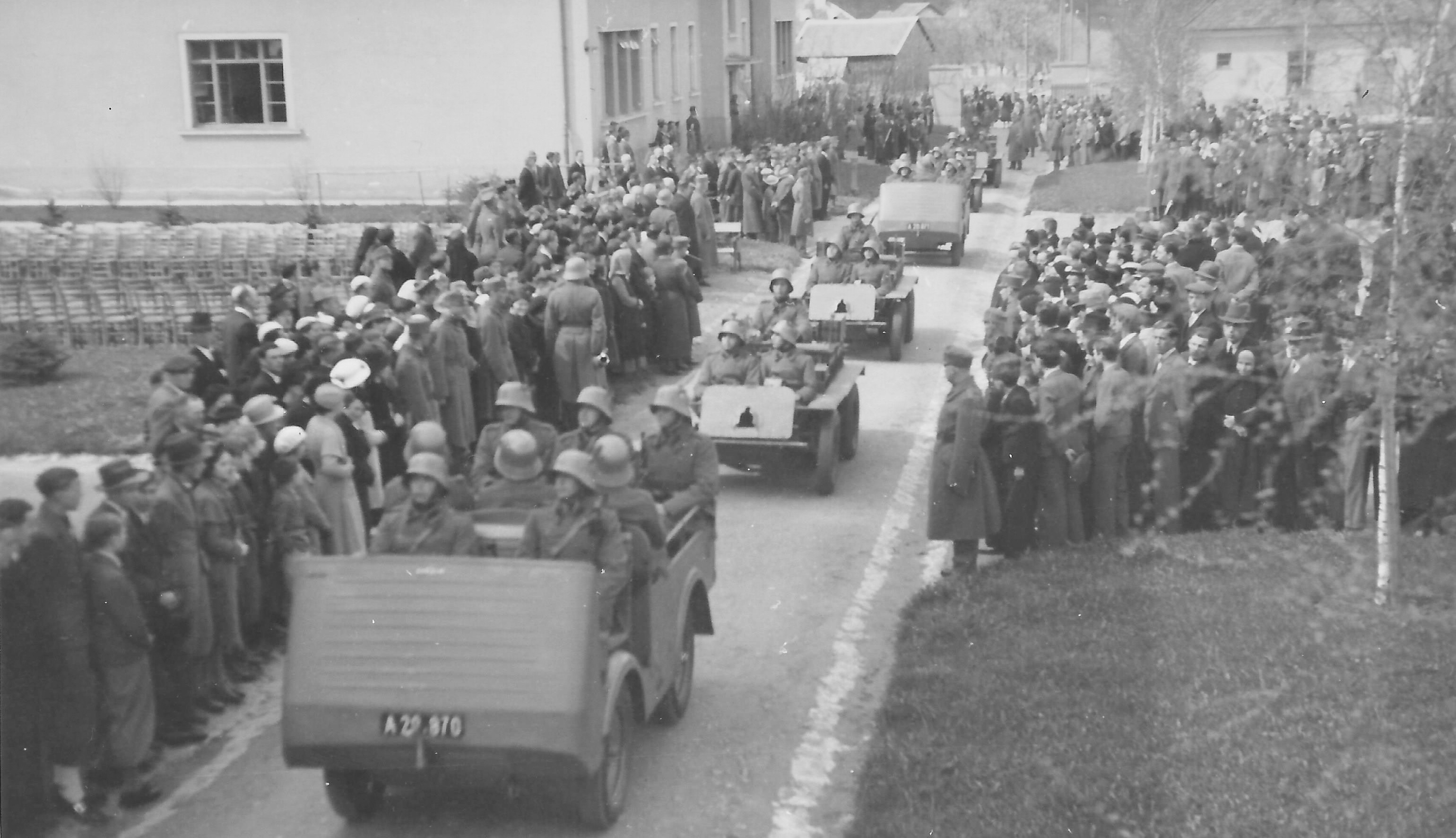
Parade des Feldjäger-Bataillons 2 in der Jäger-Kaserne in Pinkafeld

- Oberst/Oberstbrigadier Rudolf Vidossich (1. Dezember 1920 bis 1. November 1922), anschließend erster Heeresinspektor
- Oberst Oskar Jaeger (1. November bis 1. Dezember 1922)
- Generalmajor Ottokar Hubert (1. Dezember 1922 bis 1. August 1923)
- Oberst Karl Köbe (1. August 1923 bis 31. Januar 1924)
- Generalmajor Hermenegild Sandri (1. Februar 1924 bis 30. April 1925)
- Generalmajor Ferdinand Pfisterer (1. Mai 1925 bis 31. Juli 1926)
- Generalmajor Leopold Schubert (1. August 1926 bis 31. Januar 1929)
- Generalmajor Eugen Redl (1. Februar 1929 bis 31. März 1931)
- Generalmajor Heribert Wuczkowski (1. April 1931 bis 31. Juli 1933)
- Oberst Albert Oberweger (1. August bis 1. Dezember 1933), später Kommandant der 7. Division
- Generalmajor Theodor Haselmayr (1. Dezember 1933 bis 1. März 1934)
- Generalmajor Ferdinand Pichler (1. März bis 3. Juli 1934), vormals Kommandant der 5. Brigade, anschließend wieder Kommandant der 5. Brigade
- Generalmajor Heinrich Stümpfl (1. August 1934 bis März 1938)

Verbände:
- Divisionskommando (Wien I, Universitätsstraße)
- Niederösterreichisches Infanterieregiment Kaiser Franz Joseph I. Nr. 1 (Wiener Neustadt, Wöllersdorf, Felixdorf)
- Wiener Infanterieregiment Alt-Starhemberg Nr. 2 (Wien VII und XVI)
- Burgenländisches Infanterieregiment Carl Herzog von Lothringen Nr. 13 (Eisenstadt, Hainburg an der Donau)
- Burgenländisches Feldjägerbataillon Nr. 2 (Pinkafeld, Oberwart)
- Niederösterreichisches Leichtes Artillerieregiment Nr. 1 (Wien II und III, Payerbach)
- Wiener Pionierbataillon Nr. 1 (Klosterneuburg)
- Niederösterreichisches Telegraphen-Bataillon 1 (Klosterneuburg)
- Burgenländische Divisions-Kraftfahr-Abteilung 1 (Wien III)

Zugänge bis 1938:
- III. Bataillon des Salzburger Infanterieregiments Nr. 12 (Wien XVI) von der 8. Brigade
- III. Bataillon des Tiroler Jägerregiments (Wien IX, Lermoos) von der 6. Division

#### 2. Brigade Wien (ab 1935: 2. Division)
Kommandanten:
- Oberst Johann Graf (1. September 1920 bis 31. Januar 1924)
- Generalmajor Thomas Buzek (1. Februar 1924 bis 31. März 1925), anschließend Heeresinspektor
- Generalmajor Paul Hofmann (1. April 1925 bis 31. Juli 1926)
- Generalmajor Otto Wiesinger (1. Juli 1926 bis 28. Februar 1931)
- Generalmajor Sigismund Schilhawski von Bahnbrück (1. März 1931 bis 16. Oktober 1932), anschließend Heeresinspektor
- Generalmajor Ing. Eugen Luschinsky (16. Oktober 1932 bis 28. Februar 1934)
- Feldmarschallleutnant Theodor Haselmayr (1. März 1934 bis März 1938), vormals Kommandant der 1. Brigade

Verbände:
- Divisionskommando (Wien I, Universitätsstraße)
- Garde-Bataillon (Wien I)
- Wiener Infanterieregiment Erzherzog Carl Nr. 3 (Wien III, Mistelbach)
- Wiener Infanterieregiment Hoch- und Deutschmeister Nr. 4 (Wien IX)
- Wiener Infanterieregiment Babenberg Nr. 15 (Wien III und X)
- Niederösterreichische Infanterie-Kanonen-Abteilung 2 (Wien III)
- Wiener Leichtes Artillerieregiment Nr. 2 (Wien XIV)
- Selbständiges Artillerieregiment Kaiser Maximilian I. (Wien XI)
- Wiener Pionierbataillon Nr. 2 (Korneuburg)
- Wiener Telegraphen-Bataillon 2 (Wien XII)
- Wiener Divisions-Kraftfahr-Abteilung 2 (Wien III)

Abgänge bis 1938:
- Selbständiges Artillerieregiment Kaiser Maximilian I. zu den Heerestruppen
- III. Bataillon des Infanterieregiments Nr. 4 (Landeck, Imst) zur 6. Division

#### 3. Brigade Niederösterreich (ab 1935: 3. Division)
Kommandanten:
- Feldmarschallleutnant/Generalmajor Viktor Sagai (1. Dezember 1920 bis 1. Juli 1923)
- Oberst Josef Schneider (1. Juli bis 22. Dezember 1923), anschließend Heeresinspektor
- Generalmajor Maximilian Themer-Jablonski (22. Dezember 1923 bis 1. Dezember 1924)
- Feldmarschalleutnant Friedrich Januard (1. Dezember 1924 bis 31. Mai 1930)
- Feldmarschalleutnant Alfred Jansa (1. Juni 1930 bis 31. August 1932)
- Feldmarschalleutnant Wilhelm Gebauer (1. September 1932 bis 31. März 1937)
- Generalmajor Valentin Feurstein (1. April 1937 bis März 1938)

Verbände:
- Divisionsstab (St. Pölten, Conrad-von-Hötzendorf-Straße)
- Niederösterreichisches Infanterieregiment General der Infanterie Carl Vaugoin Nr. 5 (St. Pölten)
- Niederösterreichisches Infanterieregiment Nr. 6 Hesser (Stab und I. Bat. Krems; II. und III. Bat. St. Pölten)
- Niederösterreichisches Leichtes Artillerieregiment Nr. 3 (Wien)
- Infanterie-Kanonen-Abteilung 3 (St. Pölten)
- Niederösterreichisches Pionierbataillon Nr. 3
- Telegraphen-Bataillon 3 (Guntramsdorf/Wien)
- Brückenbataillon Vizeadmiral Tegetthoff
- Divisions-Kraftfahr-Abteilung 3

Abgänge bis 1938:
- Brückenbataillon Vizeadmiral Tegetthoff zu den Heerestruppen

Zugänge durch Neuaufstellung bis 1938:
- IV. Bataillon für Niederösterreichisches Infanterieregiment Nr. 6 Hesser (Horn)

#### 4. Brigade Oberösterreich (ab 1935: 4. Division)
Kommandanten:
- Feldmarschallleutnant Karl Glöckner (1. August 1920 bis 31. Juli 1923)
- Feldmarschallleutnant Josef Dobretzberger (1. August 1923 bis 30. November 1925)
- Feldmarschallleutnant Richard Schilhawsky (1. Dezember 1925 bis 1. März 1926), anschließend Heeresinspektor
- Feldmarschallleutnant Oskar Englisch-Popparich (1. März 1926 bis 30. April 1931)
- Generalmajor Wolfgang Waldherr (1. Mai 1931 bis 31. Juli 1933)
- General der Infanterie Wilhelm Zehner (1. August 1933 bis 20. Juli 1934)
- Generalmajor Josef Stochmal (20. Juli bis 31. Dezember 1934)
- Generalmajor Anton Kienbauer (1. Januar 1935 bis März 1938)

Verbände:
- Divisionsstab (Linz, Museumstraße)
- Oberösterreichisches Alpenjägerregiment Kaiserin Maria Theresia Nr. 8 (Wels)
- Oberösterreichisches Infanterieregiment Nr. 14 Hessen (Linz)
- Oberösterreichisches Leichtes Artillerieregiment Nr. 4 (Linz)
- Infanterie-Kanonen-Abteilung 4 (Freistadt)
- Oberösterreichisches Pionierbataillon Nr. 4 Birago
- Telegraphen-Bataillon 4 (Linz)
- Divisions-Kraftfahr-Abteilung 4

Zugänge durch Neuaufstellung bis 1938:
- IV. Bataillon Oberösterreichisches Alpenjägerregiment Kaiserin Maria Theresia Nr. 8 (Gmunden)
- Infanterieregiment Nr. 17 (Ried, Schärding, Braunau, Freistadt)

#### 5. Brigade Steiermark (ab 1935: 5. Division)
Kommandanten:
- Generalmajor Karl Plachota (1. Dezember 1920 bis 31. Oktober 1922)
- Generalmajor Martin Pedretti (1. November 1922 bis 31. Januar 1924)
- Generalmajor Karl Plachota (1. Februar 1924 bis 28. Februar 1926)
- Generalmajor Franz Klemm (1. März bis 31. Oktober 1926)
- Feldmarschalleutnant Hugo Metzger (1. November 1926 bis 31. Dezember 1928)
- Generalmajor Sigismund Schilhawsky, (1. Januar 1929 bis 31. März 1930), später Kommandant der 2. Brigade und Heeresinspektor
- Generalmajor Johann Sagburg (1. April 1930 bis 31. Juli 1933)
- Generalmajor Ferdinand Pichler (1. August 1933 bis 28. Februar 1934), anschließend und zwischenzeitlich Kommandant der 1. Brigade
- Generalmajor Chlodwig Schwarzleitner-Domonkos (1. März bis 3. Juli 1934)
- Generalmajor Ferdinand Pichler (3. Juli 1934 bis 1. März 1936)
- Generalmajor Eduard Barger (1. März bis 30. September 1936), ehemaliger Kommandant der 7. Division
- Generalmajor Rudolf Scheffarz (1. Oktober 1936 bis ? März 1938)

Verbände:
- Divisionsstab (Graz, Glacisstraße)
- Steirisches Alpenjägerregiment Feldmarschall Daun Nr. 9 (Graz, Straß)
- Steirisches Alpenjägerregiment Feldmarschall Conrad v. Hötzendorf Nr. 10 (Graz, Radkersburg)
- Steirisches Infanterieregiment Feldmarschall Laudon Nr. 11 (Leoben, Bruck, Judenburg)
- Steirisches Leichtes Artillerieregiment Van der Gröben Nr. 5 (Graz)
- Steirische Infanterie-Kanonen-Abteilung 5 (Gösting)
- Steirisches Pionierbataillon Hermann von Hermannsdorf Nr. 5 (Gösting)
- Steirisches Telegraphen-Bataillon 5 (Graz)
- Steirische Divisions-Kraftfahr-Abteilung 5 (Graz)

#### 6. Brigade Kärnten, Salzburg, Tirol und Vorarlberg (ab 1935: 6. Division)
Kommandanten:
- Feldmarschalleutnant Georg Hohenberger (1. Dezember 1920 bis 1. November 1922)
- Feldmarschalleutnant Karl Heppner-Kadlcik (1. November 1922 bis 8. März 1924)
- Feldmarschalleutnant Oskar Suttner (8. März 1924 bis 31. Dezember 1926)
- Generalmajor Adolf Sterz Ponteguerra (1. Januar 1927 bis 30. Juni 1929)
- Generalmajor Walter Kirsch (1. Juli 1929 bis 31. Januar 1930)
- Generalmajor Alfred Thym (1. Februar 1930 bis 31. Juli 1932)
- Generalmajor Artur Wimmer (1. August 1932 bis 30. September 1933)
- Generalmajor Willibald Perko (1. Oktober 1933 bis 31. Dezember 1934)
- Generalmajor Johann Harhammer (1. Januar 1935 bis 31. August 1935)
- Feldmarschalleutnant Eugen Beyer (1. September 1935 bis März 1938)

Verbände:
- Divisionsstab (Innsbruck, Innrain)
- Tiroler Jägerregiment (Innsbruck)
- Tiroler Landesschützenregiment Dr. Dollfuß (Solbad Hall, Kufstein)
- Vorarlberger Alpenjägerbataillon Nr. 4 (Bregenz, Bludenz)
- Tiroler und Vorarlberger Leichtes Artillerieregiment Nr. 6 (Innsbruck)
- Telegraphen-Bataillon 6 (Innsbruck)
- Divisions-Kraftfahr-Abteilung 6 (Bregenz)

Abgänge bis 1938:
- III. Bataillon vom Tiroler Jägerregiment zur 2. Division

Zugänge bis 1938:
- III. Bataillon des Infanterieregiments Nr. 4 von der 2. Division (Landeck)

#### 7. Division (aufgestellt 1936)
Kommandanten:
- Generalmajor Albert Oberweger (1. Februar bis 30. September 1936), ehemaliger Kommandant der 1. Brigade
- Generalmajor Eduard Barger (1. Oktober 1936 bis März 1938), später Kommandant der 5. Brigade

Verbände:
- Divisionsstab (Klagenfurt)
- Kärntner Infanterieregiment Khevenhüller Nr. 7 (Klagenfurt, Wolfsberg, Völkermarkt)
- Kärntner Alpenjägerbataillon Nr. 1 (Spittal)
- Osttiroler Alpenjägerbataillon Andreas Hofer Nr. 3 (Lienz)
- Kärntner Alpenjägerbataillon Nr. 5 (Villach)
- Kärntner und Osttiroler Leichtes Artillerieregiment Nr. 7 (Klagenfurt)
- Kärntner und Osttiroler Pionierbataillon Nr. 7
- Telegraphen-Bataillon 7 (Klagenfurt)
- Divisions-Kraftfahr-Abteilung 7

#### 8. Brigade (aufgestellt 1935)
Kommandanten:
- Oberst Josef Schmidberger (20. Januar bis 1. September 1935)
- Generalmajor Adalbert Szente (1. September 1935 bis 31. Januar 1938)
- Generalmajor Kurt Zborzil (1. Februar bis ? März 1938)

Verbände:
- Brigadestab (Salzburg)
- Salzburger Infanterieregiment Nr. 12 (Salzburg)
- Salzburger Leichtes Artillerieregiment Nr. 8 (Salzburg)
- Salzburger Pionierbataillon Nr. 8 (Salzburg)

Abgänge bis 1938:
- III. Bataillon des Salzburger Infanterieregiments Nr. 12 zur 1. Division

Zugänge bis 1938:
- I. Bataillon des Infanterieregiments Nr. 2 von der 1. Division (Saalfelden)

#### Schnelle Division (aufgestellt 1935)
Kommandanten:
- Generalmajor Johann Kubena (1. Juni 1935 bis 30. September 1936)
- Generalmajor Alfred Hubicki (1. Oktober 1936 bis März 1938)

Verbände:
- Divisionsstab (Wien)
- Kavalleriebrigade
  - Dragoner-Regiment Eugen Prinz von Savoyen Nr. 1 (Stockerau, Neusiedl am See)
  - Dragoner-Regiment Feldmarschall Montecuccoli Nr. 2 (Enns, Graz)
- Panzerwagen-Bataillon (Bruckneudorf)
  - Panzerwagenkompanie
  - 4 Kleinkampfwagenkompanien
- Kraftfahrjägerbrigade
  - Burgenländisches Kraftfahrjägerbataillon Nr. 1 (Neusiedl am See)
  - Wiener Kraftfahrjägerbataillon Feldmarschall Radetzky Nr. 2 (Wien)
  - Niederösterreichisches Kraftfahrjägerbataillon Kopal Nr. 3 (Wien)
  - Wiener Kraftfahrjägerbataillon Nr. 4 (Wien)
- Wiener leichtes Artillerie-Regiment 9 (Wien)
- Kraftfahr-Pionier-Kompanie
- Kraftfahr-Telegraphen-Bataillon

#### Selbständige Einheiten und Heerestruppen
- Heeres-Pionier-Abteilung
- Eisenbahn-Kompanie
- Heeres-Telegraphen-Abteilung
- Remonte-Schwadron
- Militärstreifen-Zug (Militärpolizei und Ordnungstruppe)
- Donauflottille (mit einigen kleinen älteren Booten).

Zugänge bis 1938:
- selbständiges Artillerie-Regiment Kaiser Maximilian I. (teilmotorisiert, bestehend aus zwei mittleren Batterien mit 10-cm-Kanonen, zwei schweren Batterien mit 15-cm-Haubitzen und einer Schulbatterie mit 15-cm-Kanonen)
- Brückenbataillon Vizeadmiral Tegetthoff

### Ausbildung
Der Ausbildung des Kaders und des Fachpersonals dienten entsprechende Schulen. Die Offiziersausbildung erfolgte ab 1928 in einer dreijährigen Offiziersakademie für Maturanten und einer zweijährigen Offiziersschule, in der befähigte Unteroffiziere zu Offizieren herangebildet wurden.

### Bewaffnung
Das Heer war überwiegend mit Handfeuerwaffen und Artillerie aus dem Ersten Weltkrieg bewaffnet, manche Modelle waren geringfügig modifiziert. Standardgewehr war der Karabiner Mannlicher Modell 1895. Das 4,7-cm-Infanterie- und Panzerabwehrgeschütz M35 Böhler war die einzige wirkliche Neuentwicklung.
Handfeuerwaffen
- Pistole Steyr M1912
- Mannlicher Modell 1895 (gekürzte Karabiner-Version)
- Maschinenpistole 34
- MG 30
- Maschinengewehr Schwarzlose

Hier der Sollbestand der Großverbände vom März 1938 (ohne Gewehre, Pistolen und Revolver):
Schnelle Division
- Panzer:
  - 4 Radpanzer Lancia-Ansaldo II/M 30 (Ab März 1934 Teil der Kraftfahrjäger. Am 2. Oktober 1935 an das Panzerwagenbataillon abgegeben.)[10]
  - 12 Radpanzer Steyr ADGZ (in der Panzerwagenkompanie)
  - 36 Tankette (Kleinpanzer) Ansaldo C.V. 33 (C=carro(=Wagen) V=veloce(=schnell))
  - 36 Tankette (Kleinpanzer) Ansaldo C.V. 35 (in den vier Kleinkampfwagenkompanien)
- Fahrzeuge:
  - 363 Geländefahrzeuge: Austro-Daimler ADGR, Steyr 640 4x6, Citroën-Kégresse-Halbkettenfahrzeuge
  - 495 Motorräder
  - 356 sonstige Kraftfahrzeuge: z. B. Austro-Daimler ADAZ 6x6 Artilleriezugmaschine
  - 820 Fahrräder
- Kavalleriepferde + Fuhrwerke:
  - 1094 Pferde
  - 60 Fuhrwerke
- Kanonen.
  - 18 2-cm-Panzerabwehrkanonen
  - 8 8-cm-Granatwerfer
  - 24 4,7-cm-Haubitzen
  - 8 5-cm-Haubitzen
  - 8 10-cm-Feldgeschütze
- Maschinenpistolen und Maschinengewehre:
  - 428 Maschinenpistolen
  - 184 leichte Maschinengewehre
  - 191 schwere Maschinengewehre
  - 3 8-mm-Flugabwehr-Maschinengewehre
  - 4 8-mm-Zwillings-Luftabwehr-Maschinengewehre
  - 8 2-cm-Luftabwehr-Maschinengewehre
- Infanteriedivision (bezogen auf Divisionen mit neun Bataillonen Infanterie, also 1., 2., 4. und 5.)
  - 708 Maschinenpistolen
  - 278 leichte Maschinengewehre
  - 181 schwere Maschinengewehre
  - 21 Luftabwehr-Maschinengewehre
  - 27 8-cm-Granatwerfer (Sollstärke wurde nirgends erreicht)
  - 39 4,7-cm-Infanterie- und Panzerabwehrgeschütz M35 Böhler
  - 8 8-cm-Gebirgsgeschütze
  - 8 8-cm-Feldkanonen
  - 4 10-cm-Gebirgshaubitzen
  - 16 10-cm-Feldhaubitzen
- 8. Infanteriebrigade
  - 346 Maschinenpistolen
  - 130 leichte Maschinengewehre
  - 78 schwere Maschinengewehre
  - 12 Luftabwehr-Maschinengewehre
  - 12 8-cm-Granatwerfer
  - 24 4,7-cm-Infanterie- und Panzerabwehrgeschütz
  - 4 8-cm-Gebirgsgeschütze
  - 4 8-cm-Feldkanonen
  - 2 10-cm-Gebirgshaubitzen
  - 6 10-cm-Feldhaubitzen

### Uniformen
Das Erscheinungsbild des Bundesheeres orientierte sich zunächst weitgehend an der deutschen Reichswehr. Braune Schnürschuhe und für die Kavallerie ein husarenartig umgehängter zweireihiger Mente mit Pelzkragen blieben aber charakteristisch österreichisches Element.
Die feldgraue Feldbluse ohne sichtbare Knöpfe hatte einen hohen Umlegekragen und Doppellitzen auf den Kragenspiegeln in Waffenfarbe, dazu wurde ein deutscher Stahlhelm Modell 1916 oder eine Schirmmütze mit waffenfarbigen Vorstößen am Band und Deckelrand getragen. Unter der rot-weiß-roten Mützenkokarde befand sich ein Bundes- oder Landeswappen aus Messing.
Waffenfarben waren wie folgt:
- Generale: Zinnoberrot
- Infanterie: Grasgrün
- Jäger: Gelbgrün
- Kavallerie: Goldgelb
- Artillerie: Hochrot
- Pioniere: Schwarz
- Kraftfahrer: Hellblau
- Telegraphentruppe: Hellbraun

Im Ständestaat ab 1934 wurde historisierend nach Vorbild der k.u.k.-Armee uniformiert. Neben der feldgrauen Uniform gab es nun auch wieder eine Friedensuniform in traditionellem Hechtgrau (Ausnahme: Garde-Bataillon Dunkelgrün, Kavallerie-Schwadron 2 bis 6 himmelblauer Rock, Kavallerie rote Hosen und rote schirmlose Mützen). Auch die alte Egalisierung (umgangssprachlich als Farbenkastl bezeichnet) lebte in reduzierter Form wieder auf: Abzeichenfarbe (Kragenpatte) und Knopfmetall wie folgt:
- Generale: zinnoberrot/gelb
- Garde-Bataillon: rot mit weißem Vorstoß/weiß
- Infanterieregimenter
  - Nr. 1, 2, 3, 8 und 9: grün/weiß
  - Nr. 4: himmelblau/gelb
  - Nr. 5: karminrot/gelb
  - Nr. 6: hechtgrau/weiß
  - Nr. 7: dunkelbraun/weiß
  - Nr. 10: kaisergelb/gelb
  - Nr. 11: stahlgrün/weiß
  - Nr. 12: orangegelb/gelb
  - Nr. 13: hechtgrau/gelb
  - Nr. 14: schwarz/gelb
  - Nr. 15: schwefelgelb/gelb
- Landesschützen, Jäger und Kraftfahrjäger: grasgrün/gelb
- Kraftfahrer- und Panzertruppe: schwarz/gelb
- Artillerie: scharlachrot/gelb
- Pioniere: stahlgrün/gelb
- Dragonerschwadronen (Regiment Nr. 1: 1.–3. Schwadron, Regiment Nr. 2: 4.–6. Schwadron)
  - 1. Schwadron: grasgrün/gelb
  - 2. Schwadron: dunkelrot/gelb
  - 3. Schwadron: grasgrün/weiß
  - 4. Schwadron: kaisergelb/weiß
  - 5. Schwadron: scharlachrot/weiß
  - 6. Schwadron: weiß/gelb

Generale trugen breite rote Doppelstreifen (Lampassen) an den Außenseiten der Hosen.
Die Gebirgstruppen hatten Edelweißabzeichen an Kragenpatten und linker Mützenseite.
Die Garde trug ein ziseliertes Staatswappen am Stahlhelm sowie eine weiße (bei Offizieren goldene) Fangschnur an der linken Schulter.
Die Panzertruppe hatte über der rechten Brusttasche einen gestickten gepanzerten Ritter in Gold, Silber oder Dunkelgrau auf einem schwarzen Dreieck.
Die Kraftfahrer trugen ein Flügelrad an den Kragenpatten.
Nach dem „Anschluss“ 1938 wurden die bisherige Uniform zunächst mit dem deutschen Hoheitszeichen versehen, und etwa Juni 1938 durch die Wehrmachtsuniform ersetzt.

### Eingliederung in die Wehrmacht
Die Verbände des Bundesheeres wurden nach dem „Anschluss“ in die Wehrmacht integriert, wo sie insbesondere die Gebirgstruppen verstärkten. Einige Verbände wurden nicht geschlossen in neue Wehrmachtverbände transformiert, sondern auf andere verteilt. Dies war insbesondere bei Einheiten der Fall, deren bisheriger Name (z. B. „Dr. Dollfuß“) nicht mit der Ideologie der neuen Machthaber kompatibel war.
Übersicht über die eingegliederten Heeresverbände und ihren Verbleib in der Wehrmacht:
- Infanterie- bzw. Alpenjägerregiment Nr.:
  - 1: II./Schützen-Regiment 12
  - 2: II./Kavallerie-Schützen-Regiment 10
  - 3: Infanterie-Regiment 131
  - 4: Infanterie-Regiment 134
  - 5: (ohne konkrete Fortführung)
  - 6: Infanterie-Regiment 132, Teile auch beim Kavallerie-Schützen-Regiment 10
  - 7: Gebirgs-Jäger-Regiment 139
  - 8: Infanterie-Regiment 130
  - 9: II./Gebirgs-Jäger-Regiment 138
  - 10: III./Gebirgs-Jäger-Regiment 138
  - 11: I./Gebirgs-Jäger-Regiment 138
  - 12: I/Gebirgs-Jäger-Regiment 137
  - 13: Infanterie-Regiment 134
  - 14: Infanterie-Regiment 133
  - 15: (ohne konkrete Fortführung)
  - 17: Infanterie-Regiment 135
- Garde-Bataillon: Wach-Bataillon Wien
- Tiroler Landesschützen-Regiment Dr. Dollfuß: (ohne konkrete Fortführung)
- Tiroler Jägerregiment: Gebirgs-Jäger-Regiment 136, 1 Bataillon zu Gebirgs-Jäger-Regiment 140
- Alpenjägerbataillon Nr.:
  - 1: II./Gebirgs-Jäger-Regiment 137
  - 3: III./Gebirgs-Jäger-Regiment 137
  - 4: (ohne konkrete Fortführung)
  - 5: II./Gebirgs-Jäger-Regiment 139
- Pionier-Bataillon:
  - 1: Pionier-Bataillon 80
  - 2: Eisenbahn-Pionier-Bataillon 56
  - 3: Pionier-Bataillon 70
  - 4: Pionier-Bataillon 81
  - 5: Gebirgs-Pionier-Bataillon 83
  - 7: Gebirgs-Pionier-Bataillon 82
  - 8: Gebirgs-Pionier-Bataillon 85
- Heeres-Pionier-Abteilung: Pionier-Bataillon 86
- Brückenbataillon Vizeadmiral Tegetthoff: (ohne konkrete Fortführung)
- Kraftfahr-Pionier-Kompanie: (ohne konkrete Fortführung)
- Telegraphen-Bataillone:
  - 1: (ohne konkrete Fortführung)
  - 2: Infanterie-Divisions-Nachrichten-Abteilung 64
  - 3: Korps-Nachrichten-Abteilung 66
  - 4: Infanterie-Divisions-Nachrichten-Abteilung 65
  - 5: Gebirgs-NachrichtenAbteilung 68
  - 6: Gebirgs-Nachrichten-Abteilung 67
  - 7: Gebirgs-Korps-Nachrichten-Abteilung 70
  - 8: (ohne konkrete Fortführung)
- Kraftfahr-Telegraphen-Bataillon: (ohne konkrete Fortführung)
- Division-Kraftfahr-Abteilung:
  - 1: (ohne konkrete Fortführung)
  - 2: (ohne konkrete Fortführung)
  - 3: Divisions-Kraftfahr-Abteilung 17
  - 4: Divisions-Kraftfahr-Abteilung 17
  - 5: Gebirgs-Kraftfahr-Abteilung 18
  - 6: Gebirgs-Kraftfahr-Abteilung 18
  - 7: (ohne konkrete Fortführung)
- Panzerwagen-Bataillon: Panzer-Abteilung 33
- Kraftfahrjäger-Bataillon Nr.:
  - 1: I./Schützen-Regiment 12
  - 2: I./Kavallerie-Schützen-Regiment 11
  - 3: I./Kavallerie-Schützen-Regiment 10
  - 4: I./Aufklärungs-Regiment 9
- Feldjägerbataillon Nr. 2: II./Kavallerie-Schützen-Regiment 11
- Dragoner-Regiment Nr. 1 und 2: Kavallerie-Regiment 11
- Leichtes Artillerieregiment Nr.:
  - 1: Artillerie-Regiment 96
  - Stab/2: Stab/Artillerie-Regiment 96
  - I./2: II./Artillerie-Regiment 96
  - II./2: Beobachtungs-Abteilung 44
  - III./2: I./Artillerie-Regiment 98
  - Stab/3: Artillerie-Regiment 103
  - I./3: I./Artillerie-Regiment 97
  - II./3: I./Artillerie-Regiment 103
  - III./3: I./Artillerie-Regiment 96
  - Stab/4: Stab./Artillerie-Regiment 98
  - I./4: I./Artillerie-Regiment 98
  - II./4: I./Artillerie-Regiment 103
  - III./4: I./Artillerie-Regiment 99
  - 5: Gebirgs-Artillerie-Regiment 112
  - 6: Gebirgs-Artillerie-Regiment 11
  - 7: (ohne konkrete Fortführung)
  - Stab und II./8: I./Artillerie-Regiment 110
  - I./8: I./Gebirgs-Artillerie-Regiment 113
  - 9: Artillerie-Regiment 102
- Artillerie-Regiment “Kaiser Maximilian I.”: Artillerie-Regiment 109
- Infanterie-Kanonen-Abteilungen
  - 2: Panzer-Abwehr-Abteilung 46
  - 3: Panzer-Abwehr-Abteilung 50
  - 4: Panzer-Abwehr-Abteilung 45
  - 5: Gebirgs-Panzer-Abwehr-Abteilung 48

## Luftwaffe
1919 wurde der Republik Österreich im Friedensvertrag untersagt, Militärflugzeuge zu betreiben. 1927 wurde das Fliegerkorps der Heimwehr mit Flugzeugen aus österreichischer, britischer und deutscher Produktion gegründet (1938 nach dem Anschluss aufgelöst). Sein Zeichen war eine rot-weiß-rote Flagge, auf der mittig ein weißer Adler auf grünem Kreis dargestellt war.
1928 begann man beim Bundesheer mit der geheimen Ausbildung von Piloten. In weiterer Folge wurde eine technische Infrastruktur geschaffen und Flugzeuge in Italien bestellt.
Im August 1933 wurden die ersten noch von der Republik bestellten Flugzeuge (5 Fiat CR.20 Doppeldecker) geliefert. Das Bundesheer begann heimlich mit der Aufstellung von Fliegerverbänden in Wien-Aspern und Graz-Thalerhof mit Flugzeugen aus italienischer Produktion (Fiat Ansaldo und Caproni).
1936 gewann der Flugingenieur Rosner von der Fliegerwerft Graz-Thalerhof mit seinem Entwurf den Wettbewerb für ein neues Hoheitszeichen, das noch im gleichen Jahr eingeführt wurde. Dieses weiße, gleichschenkelige Dreieck mit der Spitze nach unten in einer roten Scheibe war in seiner grafischen Gestaltung neuartig und hatte (anders als Flagge oder Wappen) keinen Vorläufer.

1936–1938 und 1955–heute das Hoheitszeichen des Österreichischen Bundesheeres

Die Fliegerkaserne Aspern war in der Zwischenkriegszeit der einzige Kasernenneubau in Wien. Zwar plante die österreichische Regierung die Errichtung eines Fliegerhorstes im Tullnerfeld, verwirklicht wurde dieser Plan aber erst von der deutschen Wehrmacht (heute: Fliegerhorst Brumowski in Langenlebarn). Bei der Uniformierung wich man von allen Traditionen ab und folgte internationalem Vorbild: Graues Jackett mit vier Knöpfen sowie Schwingenemblem auf der Brust und weiche Schirmmützen erinnerten mehr an britische Vorbilder.

### Gliederung

#### Fliegerregiment Nr. 1
Das Regiment wurde 1934 aufgestellt und hatte seinen Standort in Wien.
Kommandant
- Oberstleutnant Josef Brunner (2. Mai 1934 bis März 1938)

Verbände 
(Stand 1934)
- Jagdgeschwader zu 3 Staffeln
- Bombengeschwader zu 3 Staffeln
- Schulgeschwader zu 3 Staffeln
- Flughafenkompanie Nr. 2, 4, 6 und 8
- Flieger-Parkkompanie Nr. 2 und 3
- Fliegerwaffenkompanie

#### Fliegerregiment Nr. 2
Das Regiment wurde 1934 aufgestellt und hatte seinen Standort in Graz.
Kommandanten
- Oberst Julius Yllam (1. April 1934 bis 28. Februar 1937)
- Oberstleutnant Viktor Seebauer (1. März 1937 bis März 1938)

Verbände 
(Stand 1934)
- Jagdgeschwader zu 3 Staffeln
- Aufklärungsgeschwader zu 3 Nahaufklärungsstaffeln
- Flughafenkompanie Nr. 1, 3, 5 und 7
- Flieger-Parkkompanie Nr. 1
- Beobachterkompanie
- Flugfunkkompanie
- Luftbildkompanie

#### Flugabwehr-Einheiten
(Stand 1938)
- Kommando der Luftschutztruppen (Wien)
- schwere Flugabwehr-Batterie mit fünf 8-cm-Flak M14
- zwei Flugabwehr-Maschinenkanonen-Abteilungen zu je 3 Batterien mit 4-cm-Flak
- leichte Flugabwehr-Kompanie mit 2-cm-FlaK
- leichte Flugabwehr-Kompanie mit Flugabwehr-Maschinengewehren
- Flug-Nachrichten-Kompanie
- Luftschutzschule

#### Bodenständige Einheiten
(Stand 1938)
- Flugzeugwerft in Graz
- Fliegertelegraphen-Kompanie
- Fliegerhorste in
  - Aigen
  - Graz-Thalerhof
  - Klagenfurt
  - Wels
  - Wien
  - Wiener Neustadt
  - Zeltweg

### Flugzeuge
(Stand März 1938)
Fliegerregiment Nr. 1
- Jagdstaffel 1: 12 Fiat CR.20 bis/bip sowie Schulflugzeuge Falke RVa, Focke-Wulf Fw 44, Focke-Wulf Fw 56, Gotha Go 145, Phoenix L2c
- Jagdstaffel 2: 12 Fiat CR.20 bis/bip sowie Schulflugzeuge Falke RVa, Focke-Wulf Fw 44, Breda Ba 28 und GothaGo 145
- Jagdstaffel 3: 12 Fiat CR.20 bis/bip sowie Schulflugzeuge Focke-Wulf Fw 56 und Breda Ba 28
- Bomberstaffel 1: Focke-Wulf Fw 58, Caproni Ca.133 sowie Schulflugzeuge Breda Ba 28 und Focke-Wulf Fw 44
- Bomberstaffel 2: Caproni Ca.133, Focke-Wulf Fw 58 und Schulflugzeug Junkers F 13
- Schulstaffel A: Caproni Ca.100, de Havilland D.H.60 GIII, Hopfner HS 9/35 und Udet U 12
- Schulstaffel B: De Havilland D.H. 60 GIII, Focke-Wulf Fw 44, Gotha Go 145 und Hopfner HM 13/34

Fliegerregiment Nr. 2
- Jagdstaffel 4: 12 Fiat CR.32bis sowie Schulflugzeuge Fiat CR. 30 und De Havilland D.H. 60GIII
- Jagdstaffel 5: 12 Fiat CR.32 sowie Schulflugzeuge Fiat CR. 30 und Udet U 12a
- Jagdstaffel 6: 12 Fiat CR.32 sowie Schulflugzeuge Fiat CR. 30 und De Havilland D.H. 60GIII
- Aufklärungsstaffel 1: 8 Fiat A 120/A und Schulflugzeug Udet 12a
- Aufklärungsstaffel 2: 8 IMAM Ro.37 und Schulflugzeug Hopfner 8/29
- Schulstaffel Thalerhof: DFS Habicht, Falke RVa, Focke-Wulf Fw44 und Gotha Go 145

Von den ursprünglich beschafften 45 Fiat CR.32 waren 1938 noch 36 vorhanden und wurden nach dem „Anschluss“ von Deutschland an das mit ihm verbündete Ungarn übergeben.
Die CR20 und CR32 waren zu ihrer Zeit sehr moderne Kampfflugzeuge, 1938 jedoch schon veraltet. Ihre Typenbezeichnung „CR“ leitete sich von caccia (italienisch: Jagd) und dem Namen des Konstrukteurs Rosatelli her. Das „A“ in der Typenbezeichnung Fiat A120 steht für die 1926 von Fiat übernommene Flugzeugsparte des Ansaldo-Konzerns.